# Sŭngni (metropolitana di Pyongyang)
La stazione Sŭngni (승리?, 勝利驛?) è una stazione della linea Ch'ŏllima della metropolitana di Pyongyang.

## Storia
La stazione entrò in servizio il 6 settembre 1973, all'apertura della tratta da Pulgŭnbyŏl a Ponghwa della linea Ch'ŏllima.